# Demonio de tres cuerpos
El Demonio de tres cuerpos (en griego: Τρισώματος Δαίμων) o el Monstruo de tres cuerpos es una antigua escultura griega de estilo típico del período arcaico antiguo, que formó parte del frontón oeste del templo de Hecatompedón en la Acrópolis de Atenas. Actualmente se encuentra en el Museo de la Acrópolis de Atenas, Grecia. Está hecha de piedra caliza y destaca por la gran cantidad de pigmento de color que ha sobrevivido en ella.

## Historia
Esta escultura, junto con dos grupos más (uno de Heracles luchando contra el dios del mar Tritón, y otro de leones devorando a un toro), formaba parte de la decoración de uno de los dos frontones del Hecatompedón, muy probablemente el occidental, y fue creada alrededor del año 570 a. C., durante la época arcaica antigua. La mayoría de los fragmentos se encontraron en 1888 al este y sureste del Partenón, y fueron soldados y restaurados con yeso.

## Restauración

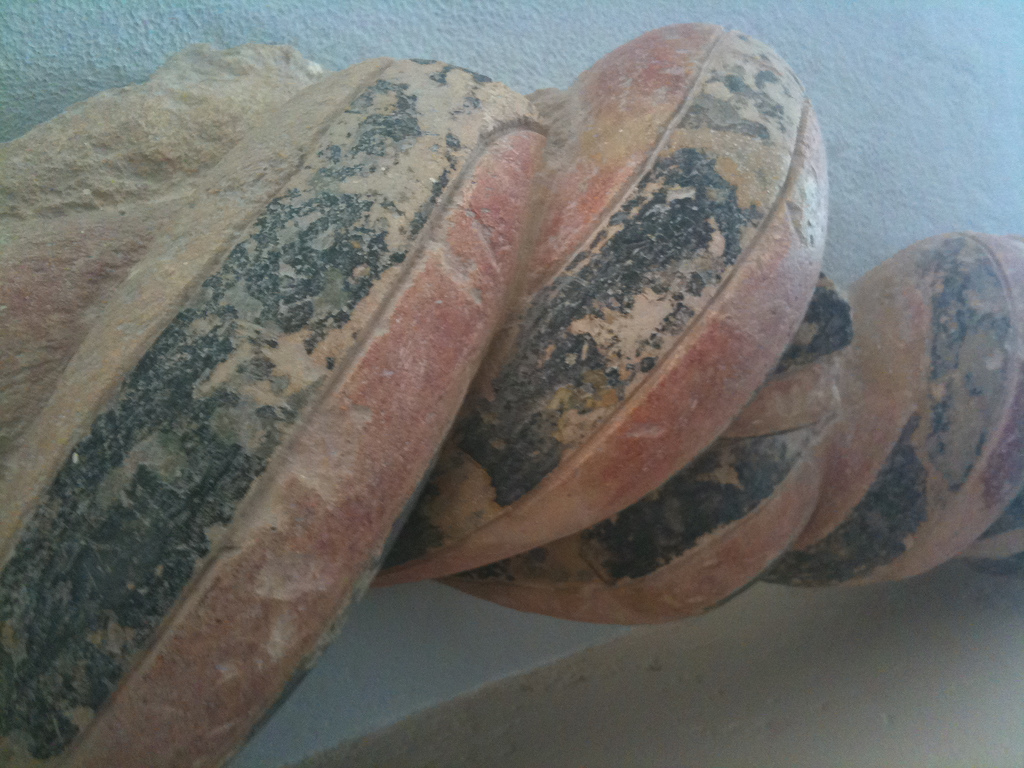
Detalle de la cola del monstruo.

Las dos primeras cabezas humanas de Tifón de la izquierda no están talladas en la misma pieza de piedra caliza que el resto del enorme cuerpo, sino en otras piezas. Su tercera cabeza fue incrustada de forma similar, pero como la parte superior del cuerpo fue destruida y rellenada con yeso, no está claro si la cabeza pertenece a este cuerpo o a otro diferente pero parecido. Otras partes se añadieron de forma similar, como parte del ala derecha, para cuya fijación se abrieron tres agujeros en línea, o el antebrazo de la figura de Zeus, de modo que ahora tiene una superficie de sección transversal lisa, pero sin agujeros con plomo infundido. Para fijarlos, se hicieron agujeros (como se ve en el brazo y los hombros del monstruo), de 6-7 milímetros de ancho, con el fin de preservar el plomo. Dos de ellos, sin duda pertenecientes a este grupo, se encuentran en el antebrazo derecho del cuerpo medio.

## Identificación
No está claro qué personaje mitológico representa la escultura. Se ha sugerido que podría ser el dios del mar Nereo, que cambia de forma, o el monstruo serpentino Tifón, que una vez atacó a los olímpicos. Si es Tifón, entonces la figura vestida de rojo a su derecha debe ser Zeus, el dios que lo derrotó. Se supuso que era Tifón por la analogía con una base de figuras rojas, pero, como se ha señalado, el vaso representa a un individuo de un solo cuerpo, y su expresión benigna no tiene ningún paralelismo con la escena de batalla representada en el vaso. Sin embargo, el dramaturgo ateniense Eurípides en su tragedia Heracles describe a Tifón con tres cuerpos.
Furtwangler sugirió que la figura se supone que son los Tritopatores, a los que consideró deidades eólicas benévolas relacionadas con el parto, basándose en el prefijo tri- ("tres") de su nombre. Sin embargo, no hay pruebas de que los Tritopatores fueran representados como tres cuerpos con una sola cola, sino más bien como tres seres distintos.

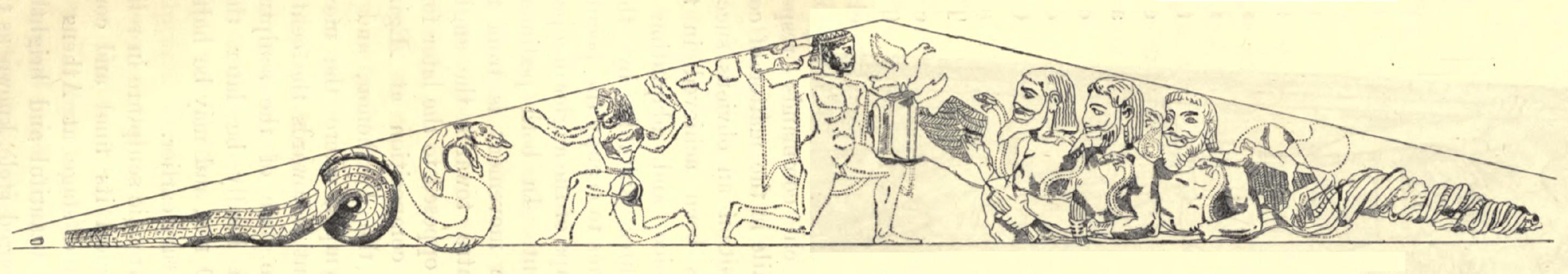
Posición del demonio en el frontón.